# بلور برف

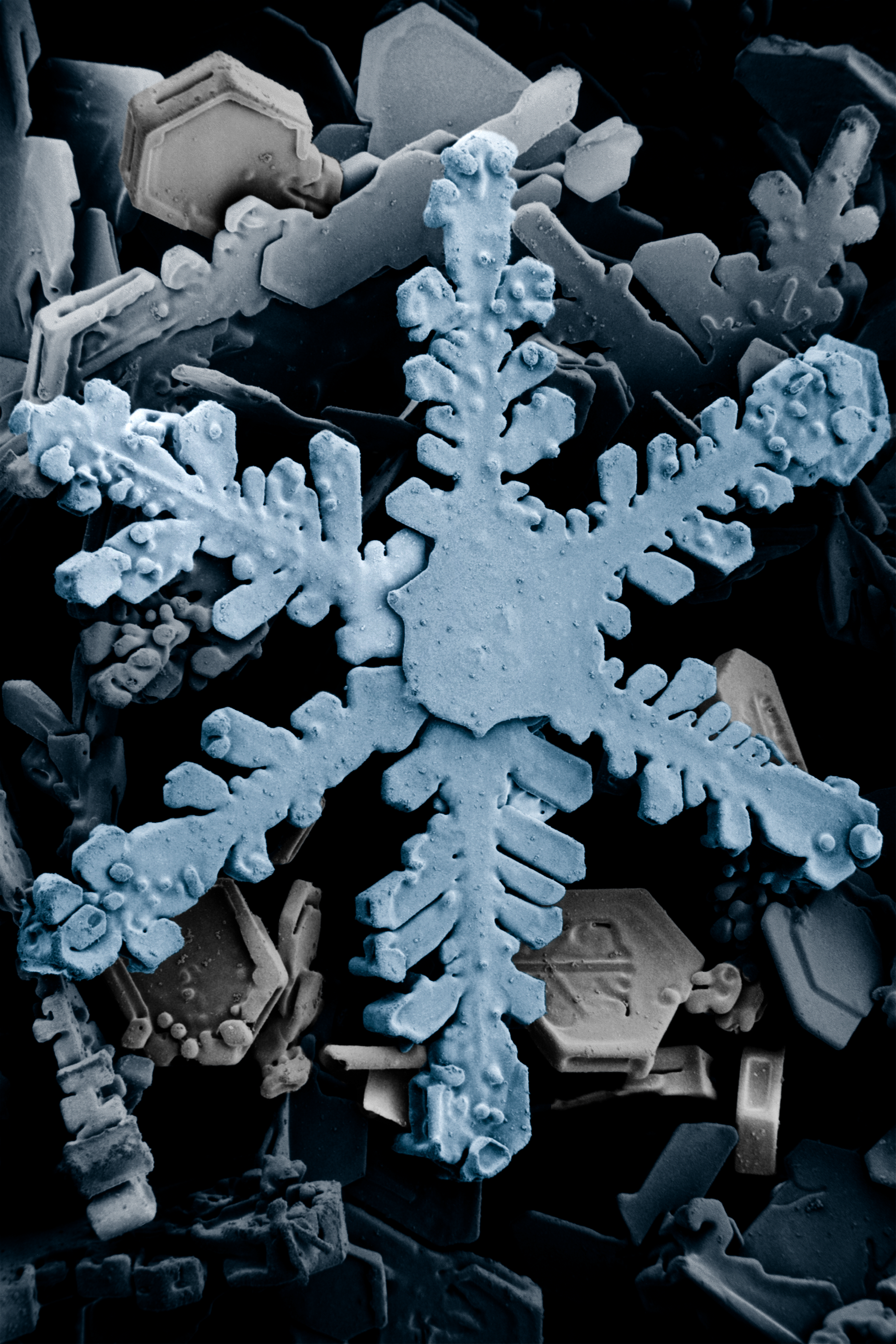
یک بلور برف رنگی شده که به وسیله میکروسکوپ الکترونی روبشی عکس برداری شده‌است.

تشکیل دانه برف هنگامی شروع می‌شود که بخار آب بر روی دانه‌های ذره‌بینی غبار متراکم می‌شود، ساختمان ویژه یک‌دانه بزرگ برف ناشی از واکنش‌های شیمیایی و درجه حرارت دائماً در حال تغییر است.
به همین خاطر بلورهای برف شکل‌های گوناگونی دارند.

## یکتایی
به دلیل قرار گرفتن در شرایط مختلف هنگام شکل‌گیری، بلورهای برف دارای اشکال پیچیده با جزئیات بسیار زیاد می‌شوند و از این رو، به دلیل وجود تعداد حالات بسیار زیاد، احتمال یافتن دو بلور برف پیچیده با ساختار کاملاً مشابه بسیار ناچیز است. در حقیقت، این احتمال به قدری کم است که یافتن دو بلور برف یکسان میان همهٔ بلورهای شکل گرفته در تاریخ سیاره زمین بسیار نامحتمل است.

## نگارخانه

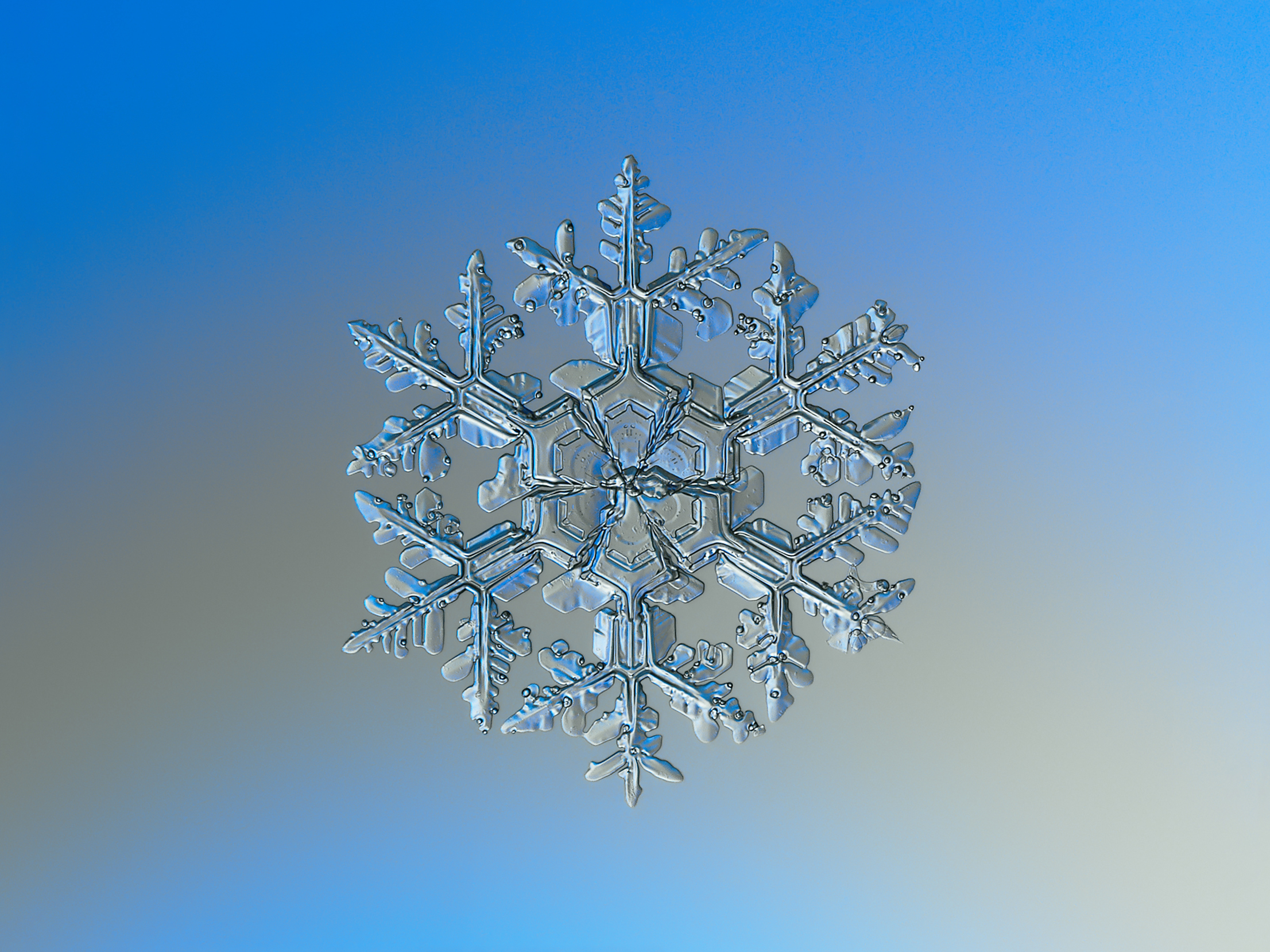
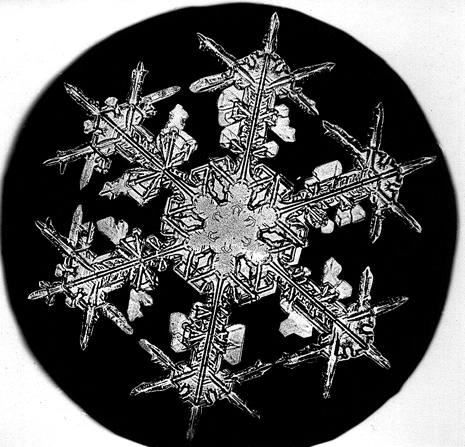
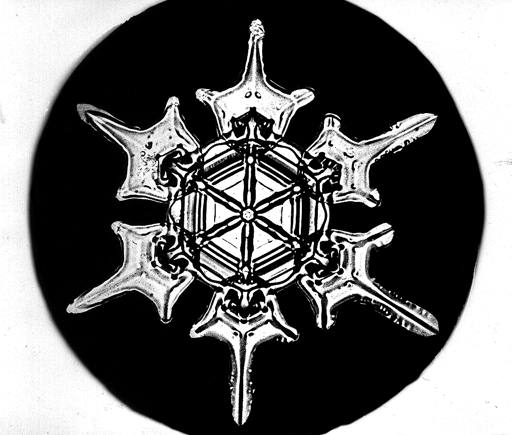
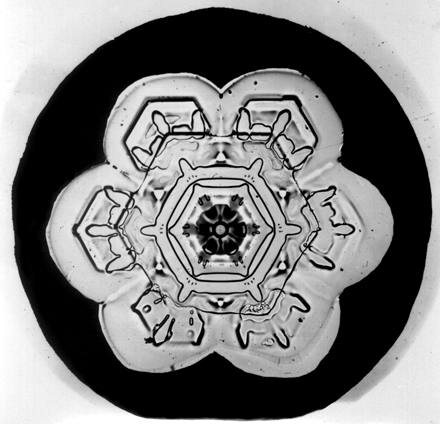
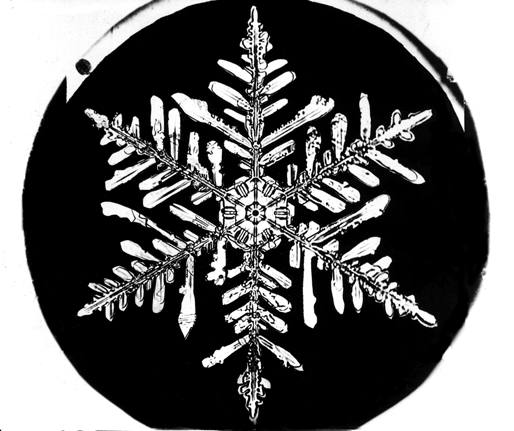
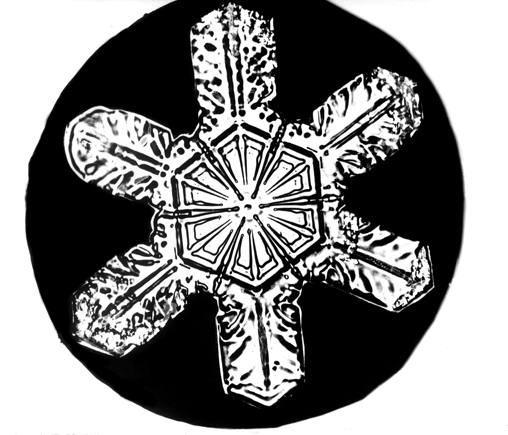
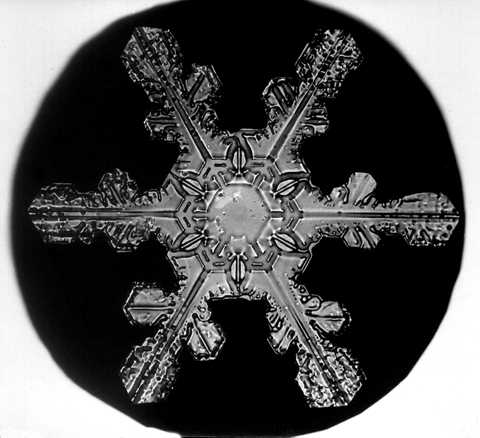
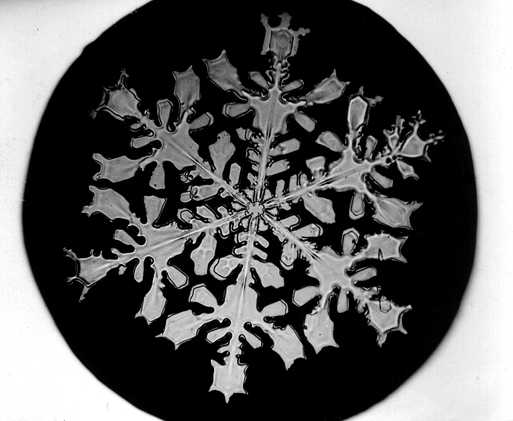
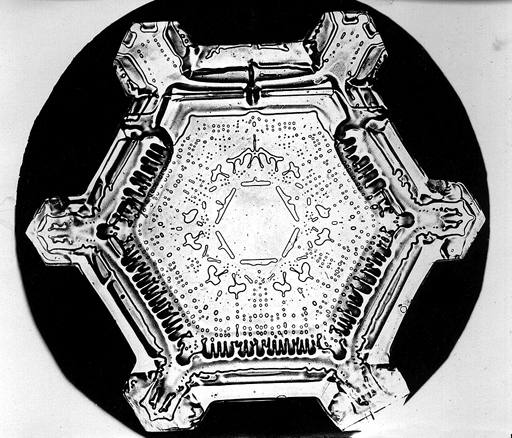
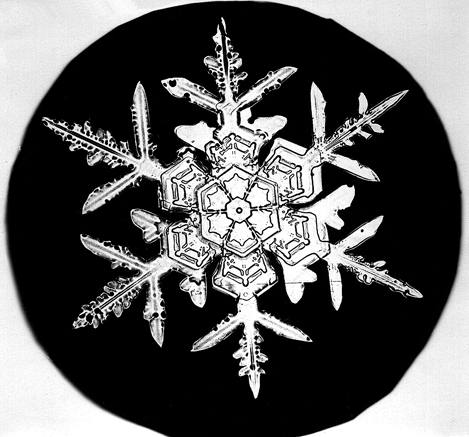
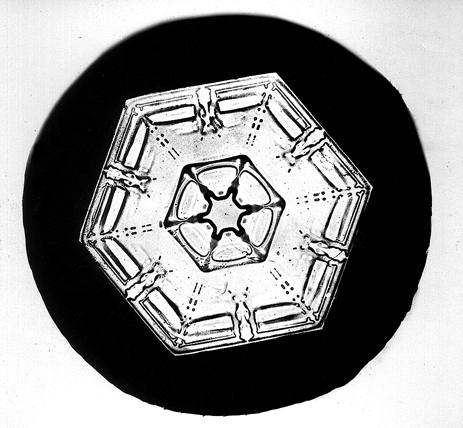
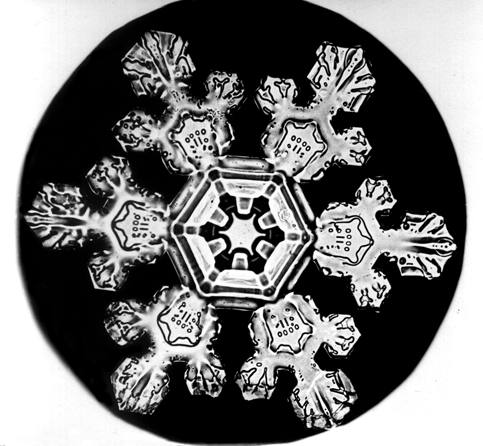
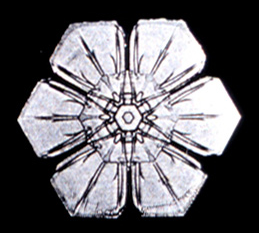